# ハスノハカシパン
ハスノハカシパン（蓮葉菓子麺麭、学名: Scaphechinus mirabilis）は、タコノマクラ目ヨウミャクカシパン科に属するウニの一種。いわゆるカシパン類で、古い図鑑に見られるナミベリハスノハカシパンはこれと同種である。学名の種小名の mirabilis は「驚異的な」の意。この種小名は、異常巻アンモナイトとして有名なニッポニテス・ミラビリス（Nipponites mirabilis）など、不思議な形態を持つ多くの生物にあてられている。DNA解析が進み、近年はタコノマクラ目から分離してカシパン目に分類している資料もある。

## 形態
形態としてはやや五角形に近い円形を持ち、直径5cmから7cmほどになる。全体は非常に短い棘に覆われ、濃紫色をしている。
生殖孔は4つあり、生殖孔側の面にある花紋（歩帯と呼ばれここで呼吸を行う）は先端が開く。口器は他のウニと同じく底面中央に開き、肛門は体の後方につく。口器側の面に蓮の葉のような放射状の溝を持ち、「ハスノハガイ（蓮葉介）」とも呼ばれた。ただし、この名称は、江戸時代においては、カシパン類の総称として用いられた。
薄紫色の表皮に覆われていることから、北海道ではムラサキダラと呼ばれる。北海道の漁業関係者はアカゼッパとも呼ぶ。また体色が灰色になる近縁種のハイイロハスノハカシパンは北海道ではハイダラと呼ばれる。

## 生態
北海道南部から九州、朝鮮半島や中国東北部に生息し、浅い海の砂地に潜り、砂中のデトリタスを食べる。ホッキガイなどの貝類と生息場所が重なり、場所によっては高密度で生息するため、漁業関係者からは敬遠される。ただし、ハスノハカシパンが貝類に直接的な害を与えるわけではない。殻は厚く、可食部である生殖巣も非常に少ないため、食用には向かない。

## ギャラリー

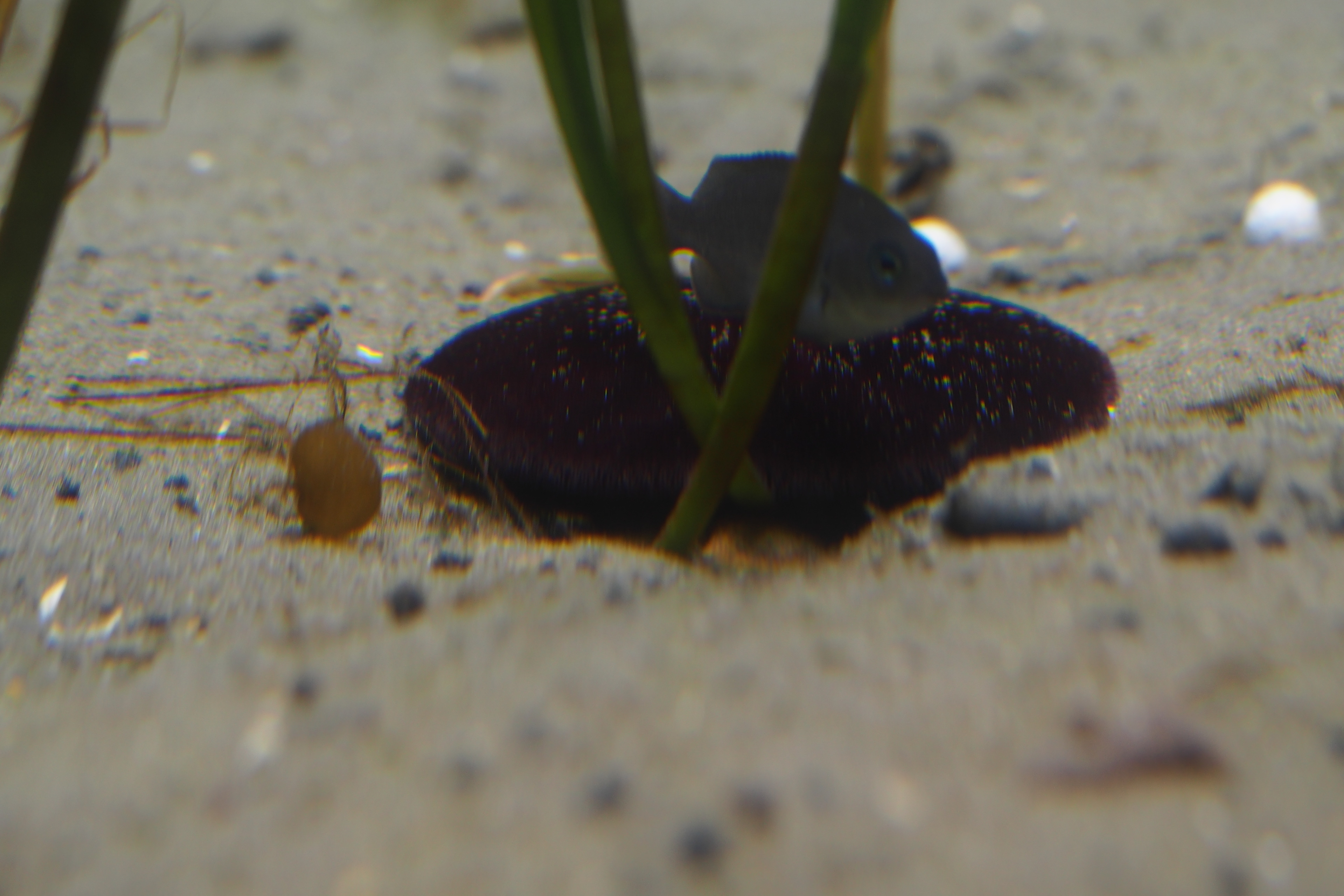
神戸市立須磨海浜水族園にて。